# Óscar Rubio Fauria
Óscar Rubio Fauria (* 14. Mai 1984 in Lleida) ist ein spanischer Fußballspieler. Seit Sommer 2015 spielt der Mittelfeldspieler für Lleida Esportiu in der Segunda División B.

## Spielerkarriere
Der gebürtige Katalane Óscar Rubio stammt aus der Jugend von UE Lleida aus seiner Heimatstadt Lleida. Für die Saison 2003/2004 war der Mittelfeldspieler an UE Tàrrega aus der viertklassigen Tercera División ausgeliehen. Im Sommer 2004 kehrte er zu seinem Stammclub zurück, wo er fortan Stammspieler war. Im ersten Jahr gelang Óscar Rubio mit seinem Team noch der Klassenerhalt, doch 2005/2006 stieg man als Viertletzter in die Segunda División B ab. Auch Rubio ging mit seinem Team eine Liga runter, verließ den Verein im Sommer 2007 jedoch nach dem misslungenen sofortigen Wiederaufstieg und wechselte zum Erstliga-Absteiger Gimnàstic de Tarragona. Nach nur einem Jahr schloss er sich dem Ligakonkurrenten FC Elche an.
Im Sommer 2010 wechselte Rubio zu Dinamo Bukarest in die rumänischen Liga 1. Dort kam er in der Hälfte der Spiele zum Einsatz und erreichte mit seinem Klub das Pokalfinale. Nach nur einem Jahr kehrte er nach Spanien zurück und schloss sich Deportivo Alavés an, das in der Segunda División B spielte. Mit seiner neuen Mannschaft stieg er am Ende der Saison 2012/13 in die Segunda División auf und schaffte dort den Klassenverbleib 2014. Anschließend ging er wieder in die Segunda División B zum FC Cádiz. Er erreichte mit seinem Team in der Saison 2014/15 die Play-offs um den Aufstieg, verpasste diesen aber. Im Sommer 2015 wechselte er zu Lleida Esportiu in seine Heimatstadt, das ebenfalls in der Segunda División B spielte. Auch hier erreichte er die Play-offs und scheiterte erneut knapp.

## Erfolge
- Rumänischer Pokalfinalist: 2011